# Place Concepción Arenal
La place Concepción Arenal est une place du début  du XXe siècle située dans la ville espagnole de Pontevedra, à la lisière du quartier A Moureira.

## Origine du nom
La place doit son nom à l'écrivaine et activiste galicienne Concepción Arenal (1820-1893), qui vécut dans la ville de Pontevedra, au numéro 27 de la rue Oliva, entre 1889 et 1890, où elle organisait une prestigieuse réunion d'intellectuels,.

## Histoire
La place a été créée à la suite de la construction du pont de la Barque, situé à proximité. Le 17 juillet 1904, le conseil municipal de Pontevedra, à l'occasion de l'amélioration de la voirie dans ce secteur avec l'ouverture imminente de ce pont sur le Lérez et la ria de Pontevedra, a proposé la création d'une place au croisement des rues Alfonso XIII et Herreros, sur un terrain cédé par José Riestra López, marquis de Riestra.
La place était située dans un quartier en expansion de la ville, car la construction du pont voisin s'est accompagnée de la construction de la nouvelle caserne Saint-Ferdinand entre 1905 et 1909, dont la longue façade latérale sur la rue Général Martitegui permettait d'accéder à la nouvelle place depuis la place d'Espagne,,,,.
Les travaux de la place ont été achevés en 1908, comme en témoigne la séance plénière municipale du 17 mars 1908, qui a décidé d'attribuer à la nouvelle place le nom de Concepción Arenal.
La place Concepción Arenal a été entièrement rénovée au XXIe siècle, devenant semi-piétonne et configurée autour d'un rond-point central. Les travaux ont débuté en 2005 et se sont achevés en 2006. La réouverture à la circulation restreinte a eu lieu le 27 avril 2006,.

## Description
La place, qui couvre 2 500 m², a une forme circulaire irrégulière et les six rues Alfonso XIII, de la Barca, Général Martitegui, Herreros, Condesa de Pardo Bazán et Jofre de Tenorio y convergent.
La place est semi-piétonne et présente une configuration circulaire avec plusieurs cercles concentriques dans le pavage, dont le point central est un rond-point piétonnier traversé par plusieurs chemins, avec cinq colonnes de projecteurs, des pelouses et des arbres,. Autour de ce rond-point, il y a une seule voie circulaire pour les véhicules avec une limite de vitesse de 20 km/h, qui distribue le trafic limité des rues environnantes. La place est revêtue de pavés de couleur sépia, délimités par des bandes de granit circulaires et horizontales qui structurent le dessin. Sur le côté est de la place se trouve une grande plate-forme en granit, située à un niveau plus élevé, qui fait office de petite place à l'intérieur de la place et qui est équipée de bancs. Elle est encadrée par des murs de granit et offre sur son côté ouest une sorte de petit point de vue sur le rond-point, dont le mur frontal porte une inscription en galicien qui rappelle l'écrivaine à qui la place est dédiée : "Concepción Arenal 1820-1893. Abride escolas e han pechar os cárceres" (Ouvrez des écoles et vous fermerez les prisons).
La place Concepción Arenal compte plusieurs arbres : un érable palmé et de la verdure dans le rond-point central, ainsi qu'un érable rouge et deux érables argentés à l'une des extrémités de la place pavée du côté est.
La place est entourée d'immeubles modernes de six et sept étages en moyenne, et est dominée du côté sud par le bâtiment de l'école Froebel. Ce bâtiment, dont la construction a été approuvée en 1910 après l'acquisition d'un terrain au marquis de Riestra, a été conçu en 1914 et dédié au nouveau système pédagogique Froebel. Les travaux ont commencé en 1924 et se sont achevés en 1936. Il comporte deux étages et un sous-sol, ainsi que des tours d'angle. Il anticipe les formes rationalistes et possède une multitude de grandes fenêtres symétriques mises en évidence verticalement qui apportent beaucoup de lumière aux salles de classe. À l'intérieur, le bâtiment possède une grande cour vitrée avec des arcades périmétriques.

## Galerie d'images

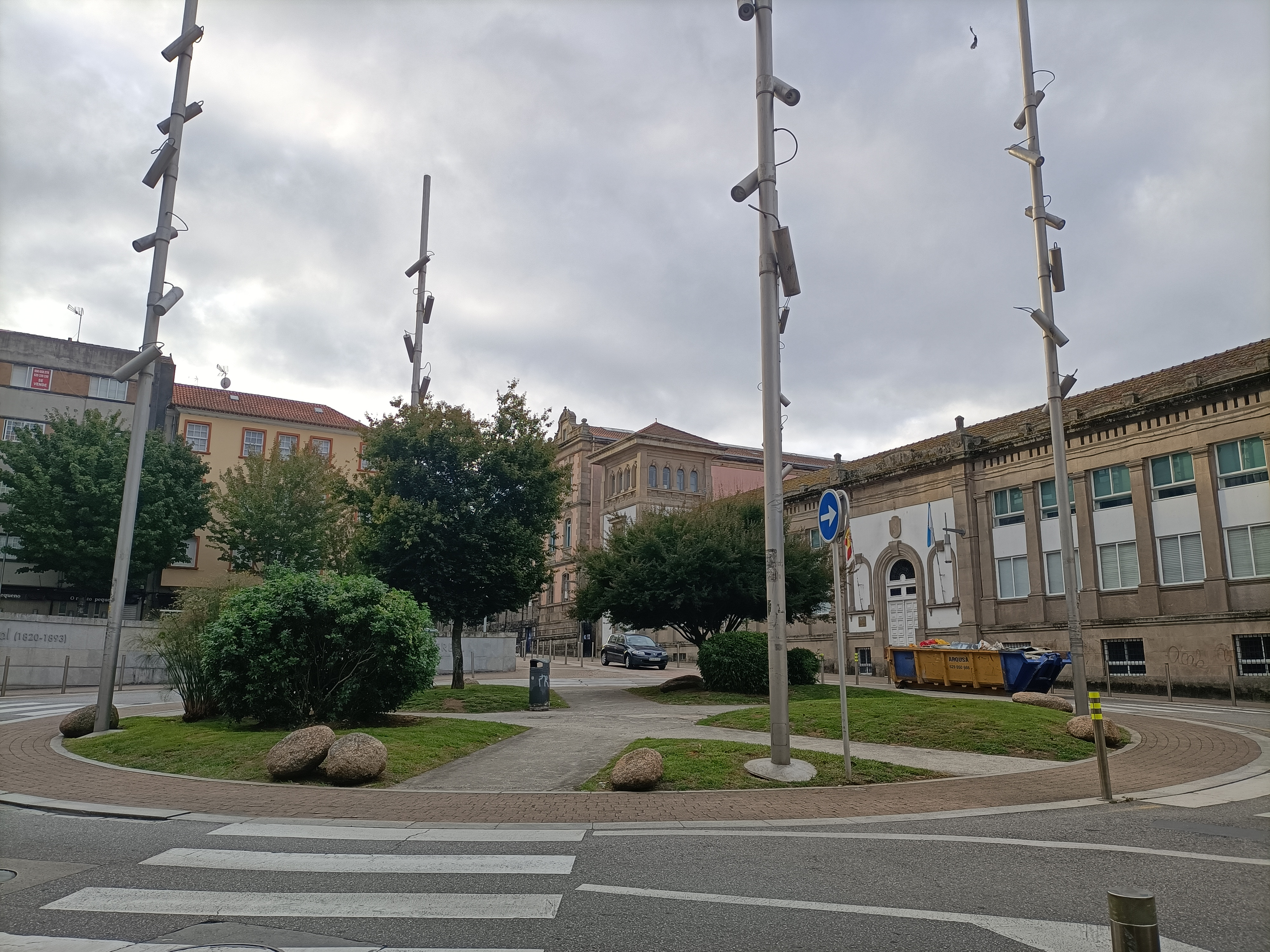
Place Concepción Arenal avec le bâtiment de l'école Froebel à droite.
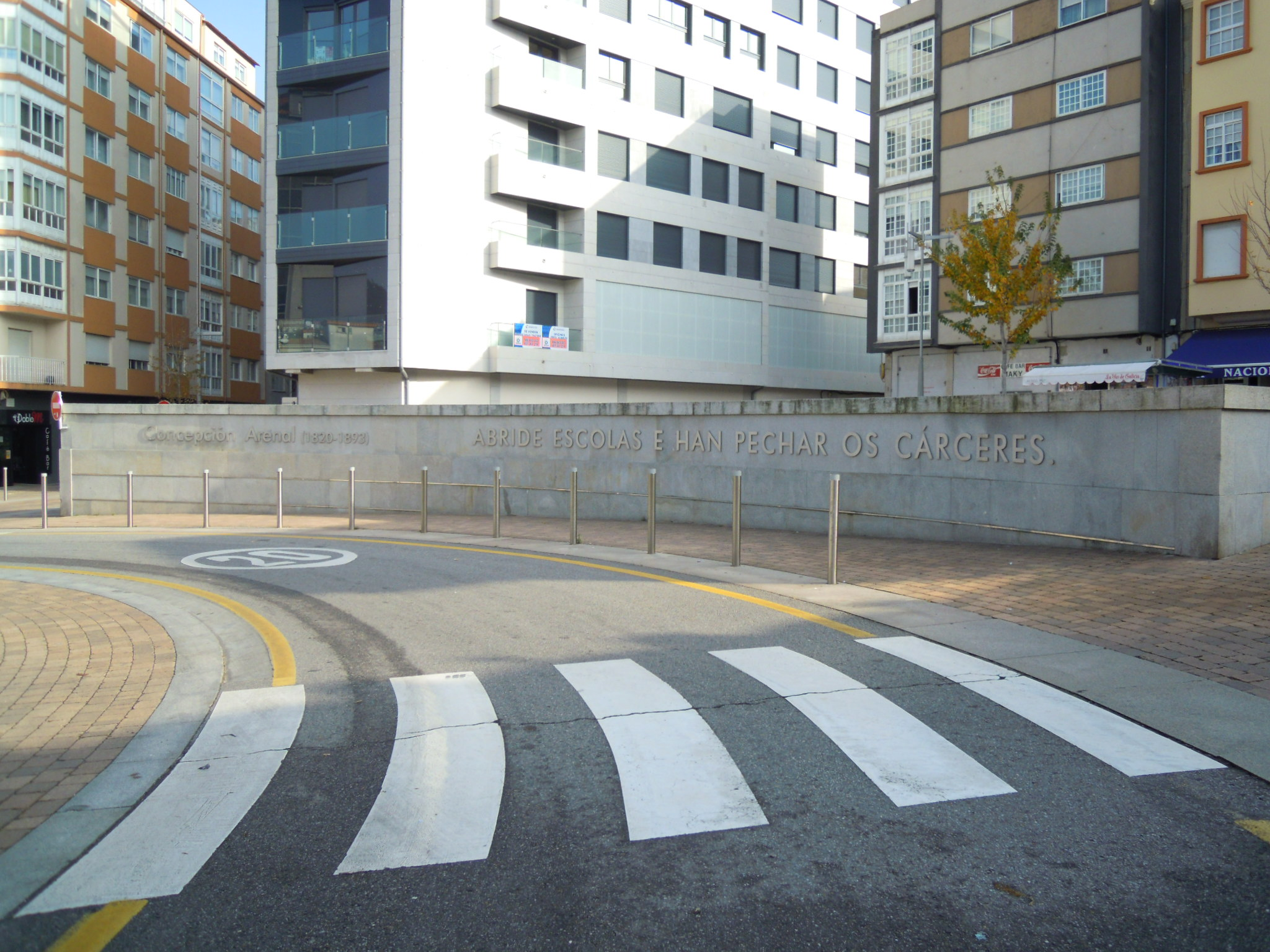
La place avec l'inscription dédiée à Concepción Arenal
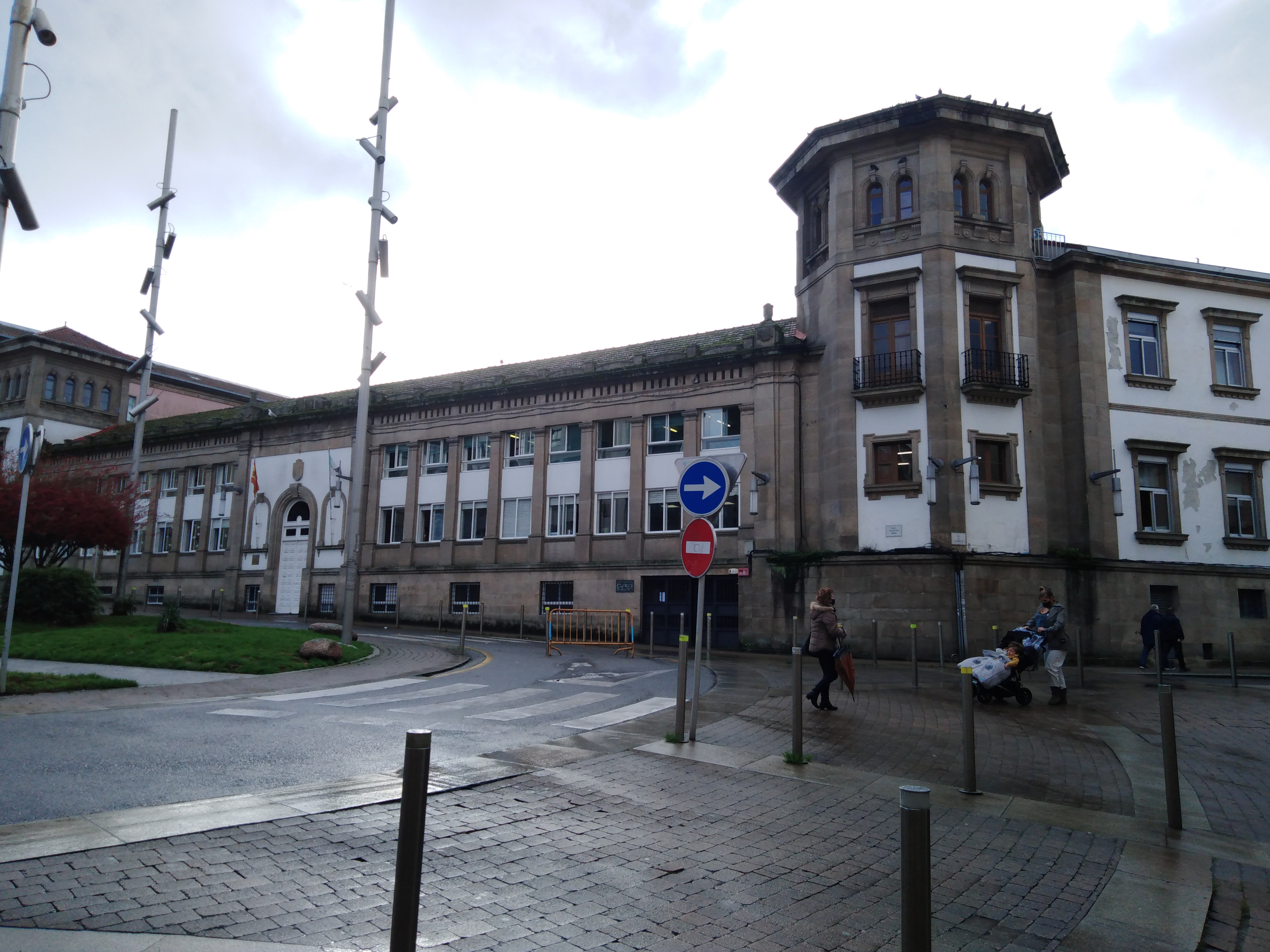
Bâtiment de l'école Froebel